# شهرستان کلارک (آیداهو)
شهرستان کلارک، آیداهو (به انگلیسی: Clark County, Idaho) یک سکونتگاه مسکونی در ایالات متحده آمریکا است که در آیداهو واقع شده‌است.

## خصوصیات
شهرستان کلارک ۴٬۵۷۱٫۳۵ کیلومترمربع مساحت دارد.